# Mariakapel (Arensgenhout)

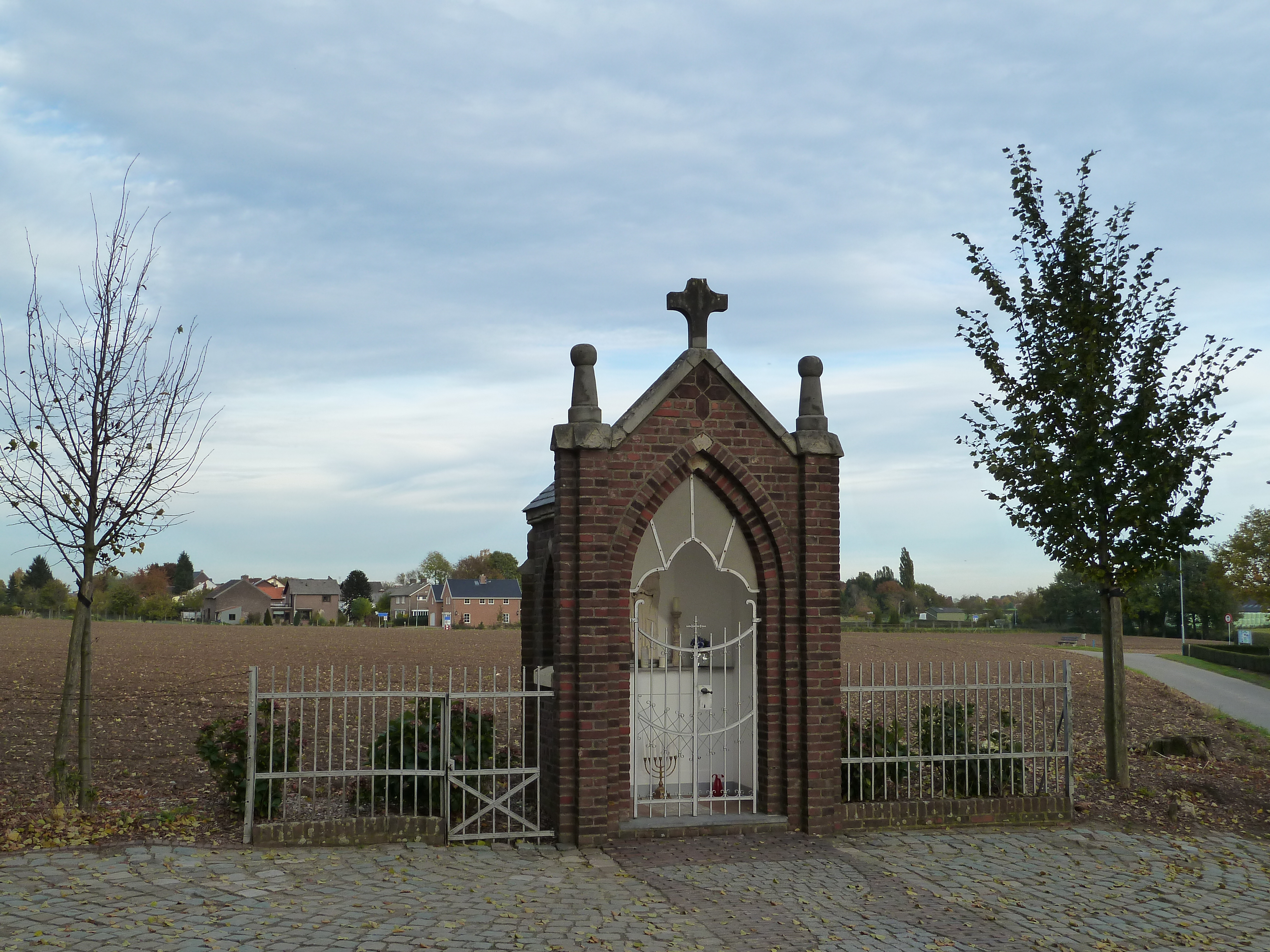
De Mariakapel

De Mariakapel is een kapel in Arensgenhout in de Nederlands Zuid-Limburgse gemeente Beekdaelen. De kapel staat de kruising van de Ravensboschstraat met de straat Ravensbos en de Bosstraat. Op ongeveer 150 meter naar het noorden ligt het Klooster Ravensbosch en op ongeveer een kilometer naar het westen ligt het Ravensbosch.
De kapel is gewijd aan Maria.

## Geschiedenis
In 1890 werd door een burgemeestersfamilie van Sibbe-IJzeren de kapel gebouwd.
In 1978 verkeerde de kapel in slechte staat. Met de verbreding van de weg ter plaatse werd de kapel achter oude plek opnieuw opgebouwd.

## Bouwwerk
De open kapel is opgetrokken in baksteen met driezijdige koorsluiting onder een zadeldak met leien. In de beide zijgevels is elk een spitsboogvenster met lichtgekleurde sluitsteen aangebracht. Op de verschillende hoeken zijn er steunberen geplaatst, waarbij de steunberen van de frontgevel aan de bovenzijde elk eindigen in een cementstenen pinakel. De frontgevel heeft een topgevel die bekroond wordt met een kruis. Eronder is in de frontgevel met donkerdere bakstenen een Grieks kruis aangebracht met daaronder de spitsboogvormige toegang die aan de bovenzijde wordt afgesloten met glaswerk en eronder een halfhoog ijzeren hek.
Van binnen is de kapel wit gepleisterd. Tegen de achterwand is een wit gepleisterd altaar geplaatst en heeft een donker natuurstenen blad. Op het altaar staat het ongepolychromeerde witte Mariabeeld dat Maria met kroon en kindje Jezus op de rechterarm toont. Het kind houdt met zijn handen een duif vast op zijn schoot, hetgeen symbool staat voor zowel vrede als voor de Heilige Geest.